# Mistrzostwa Polski w Judo 2018
Mistrzostwa Polski w Judo 2018 – 62. edycja mistrzostw, która odbyła się w Warszawie w dniach 5 – 6 października 2018 roku. 

## Medaliści

### Kobiety
| Kategoria:    | Złoto:                             | Srebro:                              | Brąz:                                                                             |
| do 48 kg      | Ewa Konieczny (Czarni Bytom)       | Katarzyna Wiszniewska (UKS 6 Piła)   | Danuta Majcher (Wisła Kraków) Paulina Szlachta (Judo Wolbrom)                     |
| do 52 kg      | Agata Perenc (Polonia Rybnik)      | Aleksandra Kaleta (Judo Wolbrom)     | Klaudia Cieślik (Judo Wolbrom) Karolina Pieńkowska (AZS UW Warszawa)              |
| do 57 kg      | Arleta Podolak (Gwardia Warszawa)  | Anna Borowska (Kejza Team Rybnik)    | Anna Dąbrowska (Juvenia Wrocław) Julia Kowalczyk (Polonia Rybnik)                 |
| do 63 kg      | Karolina Tałach (Wybrzeże Gdańsk)  | Agata Ozdoba-Błach (AZS AWF Wrocław) | Aleksandra Butlewska (Wybrzeże Gdańsk) Angelika Szymańska (Olimpijczyk Włocławek) |
| do 70 kg      | Daria Pogorzelec (Wybrzeże Gdańsk) | Urszula Hofman (Juvenia Wrocław)     | Maria Bączek (Gwardia Warszawa) Sandra Lickun (AZS UW Warszawa)                   |
| do 78 kg      | Paula Kułaga (TDK Trzcianka)       | Justyna Śliwa (UKJ AszWoj Warszawa)  | Aleksandra Gaj (Czarni Bytom) Daria Tymann (Czarni Bytom)                         |
| powyżej 78 kg | Beata Pacut (Czarni Bytom)         | Anna Załęczna (Judo Toruń)           | Paulina Dziopa (Czarni Bytom) Julia Świątkiewicz (Lemur Warszawa)                 |

### Mężczyźni
| Kategoria:     | Złoto:                                    | Srebro:                                  | Brąz:                                                                       |
| do 60 kg       | Bartłomiej Garbacik (AZS AWF Katowice)    | Michał Dyba (AZS AWF Wrocław)            | Jakub Biedrzycki (Conrad Gdańsk) Patryk Łoziak (Czarni Bytom)               |
| do 66 kg       | Patryk Wawrzyczek (Janosik Bielsko-Biała) | Łukasz Golus (Czarni Bytom)              | Kacper Kaczor (Czarni Bytom) Łukasz Kiełbasiński (Ryś Warszawa)             |
| do 73 kg       | Tomasz Czerniawski (AZS UW Warszawa)      | Mateusz Garbacz (Żak Kielce)             | Rafał Terlecki (Gwardia Białystok) Maciej Zacheja (Gwardia Warszawa)        |
| do 81 kg       | Damian Stępień (AZS UW Warszawa)          | Damian Szwarnowiecki (Gwardia Wrocław)   | Arkadiusz Dziarmaga (Błękitni Tarnów) Cezary Tchórzewski (AZS AWF Katowice) |
| do 90 kg       | Rafał Kozłowski (AZS AWF Wrocław)         | Piotr Kuczera (Kejza Team Rybnik)        | Marcin Partyka (AZS Gliwice) Tomasz Szczepaniak (Judo AZS Opole)            |
| do 100 kg      | Jakub Wójcik (Śląsk Wrocław)              | Igor Dzierżanowski (UKJ AszWoj Warszawa) | Oleksii Lysenko (AZS AWF Warszawa) Kacper Szczurowski (AZS Gliwice)         |
| powyżej 100 kg | Maciej Sarnacki (Gwardia Olsztyn)         | Kamil Grabowski (Czarni Bytom)           | Tomasz Domański (AZS AWFiS Gdańsk) Tomasz Tałach (Wybrzeże Gdańsk)          |